# ATC kód P01
ATC kód P01 Antiprotozoika je hlavní terapeutická skupina anatomické skupiny P. Antiparazitika, insekticidy, repelenty.

## P01A Léčiva proti amebiáze a jiným protozoózám

### P01AA Deriváty hydroxychinolinu
P01AA01 Broxychinolin
P01AA02 Kliochinol
P01AA04 Chlorchinaldol
P01AA05 Tilbrochinol
P01AA52 Kliochinol, kombinace

### P01AB Deriváty nitroimidazolu
P01AB01 Metronidazol
P01AB02 Tinidazol
P01AB03 Ornidazol
P01AB04 Azanidazol
P01AB05 Propenidazol
P01AB06 Nimorazol
P01AB07 Seknidazol
P01AB51 Metronidazol, kombinace

### P01AC Deriváty dichloracetamidu
P01AC01 Diloxanid
P01AC02 Klefamid
P01AC03 Etofamid
P01AC04 Teklozan

### P01AR Sloučeniny arsenu
P01AR01 Arsthinol
P01AR02 Difetarson
P01AR03 Glykobiarsol
P01AR53 Glykobiarsol, kombinace

### P01AX Jiná léčiva proti amebiáze a jiným protozoózám
P01AX01 Chiniofon
P01AX02 Emetin
P01AX04 Fanchinon
P01AX05 Mepakrin
P01AX06 Atovachon
P01AX07 Trimetrexát
P01AX08 Tenonitrozol
P01AX09 Dehydroemetin
P01AX10 Fumagilin
P01AX11 Nitazoxanid
P01AX52 Emetin, kombinace

## P01B Antimalarika

### P01BA Aminochinoliny
P01BA01 Chlorochin
P01BA02 Hydroxychlorochin
P01BA03 Primachin
P01BA06 Amodiachin
P01BA07 Tafenochin

### P01BB Biguanidy
P01BB01 Proguanil
P01BB02 Cykloguanil-emboát
P01BB51 Proguanil, kombinace

### P01BC Methanolchinoliny
P01BC01 Chinin
P01BC02 Meflochin

### P01BD Diaminopyrimidiny
P01BD01 Pyrimethamin
P01BD51 Pyrimethamin, kombinace

### P01BE Artemisinin a deriváty
P01BE01 Artemisinin
P01BE02 Artemether
P01BE03 Artesunát
P01BE04 Artemotil
P01BE05 Artenimol

### P01BF Artemisinin a deriváty, kombinace
P01BF01 Artemether a lumefantrin
P01BF02 Artesunát a meflochin
P01BF03 Artesunát a amodiachin
P01BF04 Artesunát, sulfamethopyrazin a pyrimethamin
P01BF05 Artenimol a piperachin
P01BF06 Artesunát a pyronaridin

### P01BX Jiná antimalarika
P01BX01 Halofantrin
P01BX02 Arterolan a piperachin

## P01C Léčiva k terapii leishmanióz a trypanozomóz

### P01CA Deriváty nitroimidazolu
P01CA02 Benznidazol
P01CA03 Fexinidazol

### P01CB Sloučeniny antimonu
P01CB01 Meglumin-stibiát
P01CB02 Natrium-stiboglukonát

### P01CC Deriváty nitrofuranu
P01CC01 Nifurtimox
P01CC02 Nitrofural

### P01CD Sloučeniny arsenu
P01CD01 Melarsoprol
P01CD02 Acetarsol

### P01CX Jiná léčiva k terapii leishmanióz a trypanozomóz
P01CX01 Pentamidinium-diisethionát
P01CX02 Sodná sůl suraminu
P01CX03 Eflornithin
P01CX04 Miltefosin

## Poznámka
- Registrované léčivé přípravky na území České republiky.
- Informační zdroj: Státní ústav pro kontrolu léčiv, Všeobecná zdravotní pojišťovna.